# Simon Kjær
Simon Kjær (Horsens, Danska, 26. ožujka 1989.) bivši je danski nogometaš i nacionalni reprezentativac. Godine 2007. proglašen je danskim igračem godine do 19 godina, a 2009. danskim talentom godine.

## Klupska karijera

### FC Midtjylland
Kjær je kratko vrijeme nastupao za lokalni Lund IF, pokraj rodnog Horsensa, prije nego što je 2004. postao član mlade momčadi Midtjyllanda. U travnju 2006. proglašen je najboljim igračem na jednom turniru za mlade, održanom u Francuskoj. Njegov klub Midtjylland tada je odbio ponudu francuskog Lillea za Kjæra i suigrača Jespera Juelsgårda.
Na Viasat kupu, u lipnju 2006., Kjær je debitirao za seniorsku momčad kluba. Članom prve momčadi postao je u siječnju 2007. Igrač je bio i na pripremama s Real Madridom u kolovozu 2007., no njegov matični klub je opet odbio ponudu za kupnju igrača. U rujnu 2007., Kjær je s Midtjyllandom potpisao petogodišnji ugovor.
Debi u danskom prvenstvu, ostvario je 30. rujna 2007. u 2:0 pobjedi protiv AGF-a. U sezoni 2007./08. nastupio je u 19 puta za klub, od toga 4 puta u početnom sastavu. Tijekom tog dijela karijere, nastupao je u obrani u tandemu sa suigračem Magnusom Troestom. U listopadu 2007. Kjær je privukao pažnju premijerligaša, kao što su Chelsea i Middlesbrough. U veljači 2008. Kjær potpisuje petogodišnji ugovor s talijanskim Palermom, koji postaje važeći od ljeta 2008. Danski klub je na njegovom transferu zaradio 4 mil. eura.

### Palermo
U srpnju 2008. Kjær se pridružio talijanskom prvoligašu Palermu. Za klub je debitirao 26. listopada 2008. u utakmici Serie A protiv Fiorentine, kao zamjena na poluvremenu. Unatoč Palermovom 3:1 porazu, izvedba danskog igrača zaslužila je pohvale u medijima. Prvi gol za klub postiže u svom trećem nastupu, 2. studenog 2008. protiv Chievo Verone (3:0 pobjeda Palerma). Njegove odlične igre osigurale su mu startno mjesto u klubu. Kjær je tijekom prve sezone 2007./08. ostvario 27 nastupa te je postigao 3 gola.
I u sljedećoj sezoni, 2008./09., Kjær je potvrdio vlastitu reputaciju. Sa suigračem Cesareom Bovom činio je jak obrambeni dvojac u momčadi. U rujnu 2009. sa sicilijanskim klubom je potpisao poboljšani ugovor. U domovini je u studenom 2009. proglađen danskim talentom godine.
Za Palermo je Kjær odigrao 35 utakmica u Serie A te je postigao 2 gola tijekom prvog poluvremena utakmice.

### VfL Wolfsburg, AS Roma, Lille
Dne 8. srpnja 2010. Palermo je u medijima objavio da je igrača prodao njemačkom bundesligašu Wolfsburgu.
Tijekom ljetnog transfernog roka 2011., Simon je poslan na posudbu u AS Romu za koju je odigrao 22 prvenstvene utakmice.
Završetkom posudbenog roka, igrač se vraća u Wolfsburg ali je traner Felix Magath odlučio da Kjær neće biti dio prve momčadi tijekom sezone 2012./13.
Dne 5. srpnja 2013. danski nogometaš je potpisao četverogodišnji ugovor s francuskim Lilleom. Ondje je sve impresionirao u svojoj prvoj sezoni kada se u Ligue 1 prometnuo u jednog od najboljih obrambenih igrača.

### Fenerbahçe
U lipnju 2015. igrač je prešao u redove turskog Fenerbahçea, a tim potezom posramio je slavni Liverpool. Naime, Danac je odbio priliku igranja u Premier ligi izjavivši da želi nastupati za klub s kojim će osvajati trofeje.

### Sevilla
U kolovozu 2017. je Danac potpisao za Sevillu.

## Reprezentativna karijera
Kjær je u rujnu 2006. debitirao za dansku U19 reprezentaciju u dobi od 17 godina. Za tu nacionalnu momčad odigrao je 10 utakmica i postigao jedan pogodak. 2007. proglašen je danskim talentom do 19 godina. Igraču je ta nagradu uručena unatoč tome što je bio znatno mlađi u odnosu na dob kojoj se ta nagrada dodjeljuje. Nakon pomaka u Midtjyllandu, igrač je ostao unutar U19 reprezentacije do ožujka 2008., kako bi se izbjeglo da kao premladi igrač napusti Dansku.
U svibnju 2008., Kjær je uključen u dansku U21 reprezentaciju kao zamjena Michaelu Jakobsenu. Svoj debi ostvario je u 4:0 porazu od Njemačke. Kako bi se igraču pomoglo, nije bio pozivan u reprezentaciju tijekom aklimatizacije u Palermu. U listopadu 2008. igrač je ponovo pozvan u U21 momčad. Nastupao je kao zamjena za Magnusa Troesta i Mathiasa Jørgensena.
U veljači 2009., igrač je pozvan u seniorsku momčad, jer je sjajnim igrama u Palermu zadivio danskog izbornika Mortena Olsena. Izbornik je njega i Pera Krøldrupa vidio kao glavne kandidate za zamjenu umirovljenog obrambenog reprezentativca Martina Laursena. Kjær nije ušao u igru u prijateljskoj utakmici protiv Grčke te je vraćen u U21 sastav gdje je u ožujku 2009. odigrao jednu utakmicu. Utakmicu je odigrao dovoljno dobro, te ga je U21 izbornik Keld Bordinggaard preporučio Olsenu da ga vrati u seniorsku momčad.
Dne 6. lipnja 2009. bio je dio seniorske momčadi na kvalifikacijskoj utakmici protiv Švedske. Per Krøldrup nije bio dostupan zbog ozljede, te je Kjær odigrao cijelu utakmicu, unatoč tome što je i on bio ozlijeđen. Danska je susret završila s pobjedom od 1:0. Ubrzo se igrač etablirao u prvoj momčadi, odigravši tri kvalifikacijska susreta te je samim time pomogao Danskoj da se plasira na Svjetsko prvenstvo nakon 2002. U rujnu 2009., nakon kvalifikacijske utakmice protiv Portugala, Kjær je izjavio da su suci trebali suditi niz sitnih i jedan veći prekšaj Cristiana Ronalda. To je potaknulo Portugalski nogometni savez da uloži žalbu FIFA-i, zahtijevajući da se danski igrač suspendira zbog nesportskog ponašanja. Posredstvom Danskog nogometnog saveza, zahtjev Portugalaca je odbijen.
Dne 28. svibnja 2010., danski izbornik Morten Olsen objavio je popis 23 danska reprezentativca koji će nastupiti na Mundijalu 2010. u Južnoj Africi. Na popisu je bio i standardni danski reprezentativac Simon Kjær. Na samome turniru, Kjær je nastupio u početnom sastavu u prve dvije utakmice protiv Nizozemske i Kameruna. Budući da je na obje utakmici "zaradio" žute kartone, igrač je propustio treću bitnu utakmicu protiv Japana. Budući da je Danska u toj utakmici izgubili, izgubljena je i svaka nada za nastavkom natjecanja.
Kjær je s danskom reprezentacijom nastupio i na EURU 2012. u Poljskoj i Ukrajini gdje je bio u početnom sastavu u sve tri utakmice skupine protiv Nizozemske, Portugala i Njemačke.
Svoj prvi pogodak za nacionalnu selekciju igrač je zabio 22. ožujka 2013. u kvalifikacijskoj utakmici protiv Češke za Svjetsko prvenstvo u Brazilu 2014.

### Pogoci za reprezentaciju
| #  | Datum              | Mjesto              | Protivnik           | Pogodak | Rezultat  | Natjecanje                          |
| -- | ------------------ | ------------------- | ------------------- | ------- | --------- | ----------------------------------- |
| 1. | 22. ožujka 2013.   | Olomouc, Češka      | Češka               | 2:0     | 3:0       | Kvalifikacije za SP u Brazilu 2014. |
| 2. | 14. studenog 2014. | Beograd, Srbija     | Srbija              | 2:1     | 3:1       | Kvalifikacije za EURO 2016.         |
| 3. | 3. lipnja 2016.    | Toyota, Japan       | Bosna i Hercegovina | 1:0     | 2:2 (3:4) | Kirin kup 2016.                     |
| 4. | 7. rujna 2021.     | Kopenhagen, Danska  | Izrael              | 2:0     | 5:0       | Kvalifikacije za SP u Katar u 2022. |
| 5. | 9. listopada 2021. | Kišinjev, Moldavija | Moldavija           | 2:0     | 4:0       | Kvalifikacije za SP u Katar u 2022. |

## Vanjske poveznice
- Profil u danskoj reprezentaciji  Arhivirana inačica izvorne stranice od 17. svibnja 2011. (Wayback Machine)
- Profil od La Gazzette dello Sport
- Statistika danskog prvenstva
- Profil od Midtjyllanda
- Profil od Palerma  Arhivirana inačica izvorne stranice od 10. veljače 2010. (Wayback Machine)